# Taramassus phyllocerus
Taramassus phyllocerus är en insektsart som först beskrevs av Willy Adolf Theodor Ramme 1929.  Taramassus phyllocerus ingår i släktet Taramassus och familjen gräshoppor. Inga underarter finns listade i Catalogue of Life.